# Cosmo Oil
Cosmo Energy Co., Ltd. (яп. コスモエナジーホールディングス株式会社 косумо сэкию кабусикигайся) — японская вертикально интегрированная нефтяная компания. Штаб-квартира располагается в Токио. В списке крупнейших компаний мира Forbes Global 2000 за 2022 год заняла 1060-е место (546-е по размеру выручки, 826-е по чистой прибыли, 1712-е по активам).

## История
Компания была создана в 1986 году путём слияния Daikyo Oil Co.,Ltd.,
Maruzen Oil Co., Ltd. и Cosmo Oil.
В 1987 году на АЗС компании начинается реализация высокооктанового бензина «Магнум 100».
В 1988 году создаётся Cosmo Research Institute (CRI).
В 1989 году к компании присоединяется Asian Oil Co., Ltd.
В 1990 году создаются дочерние предприятия Cosmo Lubricants (Thailand) Co., Ltd. и Cosmic Oil Co., Ltd.
В 1994 году открывается офис компании в Китае.
В 1995 году создаётся Cosmo Lubricants (Taiwan) Co., Ltd.
К 1996 году все 4 НПЗ компании были сертифицированы по стандарту ISO-9002.
В 2000 году Cosmo Oil и Nippon Mitsubishi Oil Corp. (сейчас Nippon Oil Corp.) создают Nippon Global Tanker Co., Ltd. для осуществления морских перевозок нефти. В том же году Cosmo Oil, Kansai Electric Power Co., Inc., Iwatani International Corporation и Ube Industries, Ltd. создают Sakai LNG K.K., компанию осуществляющую строительство и эксплуатацию СПГ-терминалов.
В 2002 году компания начинает использовать солнечные батареи для питания своих АЗС.
В 2004 году начинается коммерческая эксплуатация ветряной электростанции компании.
11 марта 2011 года на нефтеперерабатывающем заводе компании в Итихаре произошёл пожар, вызванный сильнейшим землетрясением.
В 2015 году Cosmo Oil была переименована в Cosmo Energy.

## Деятельность

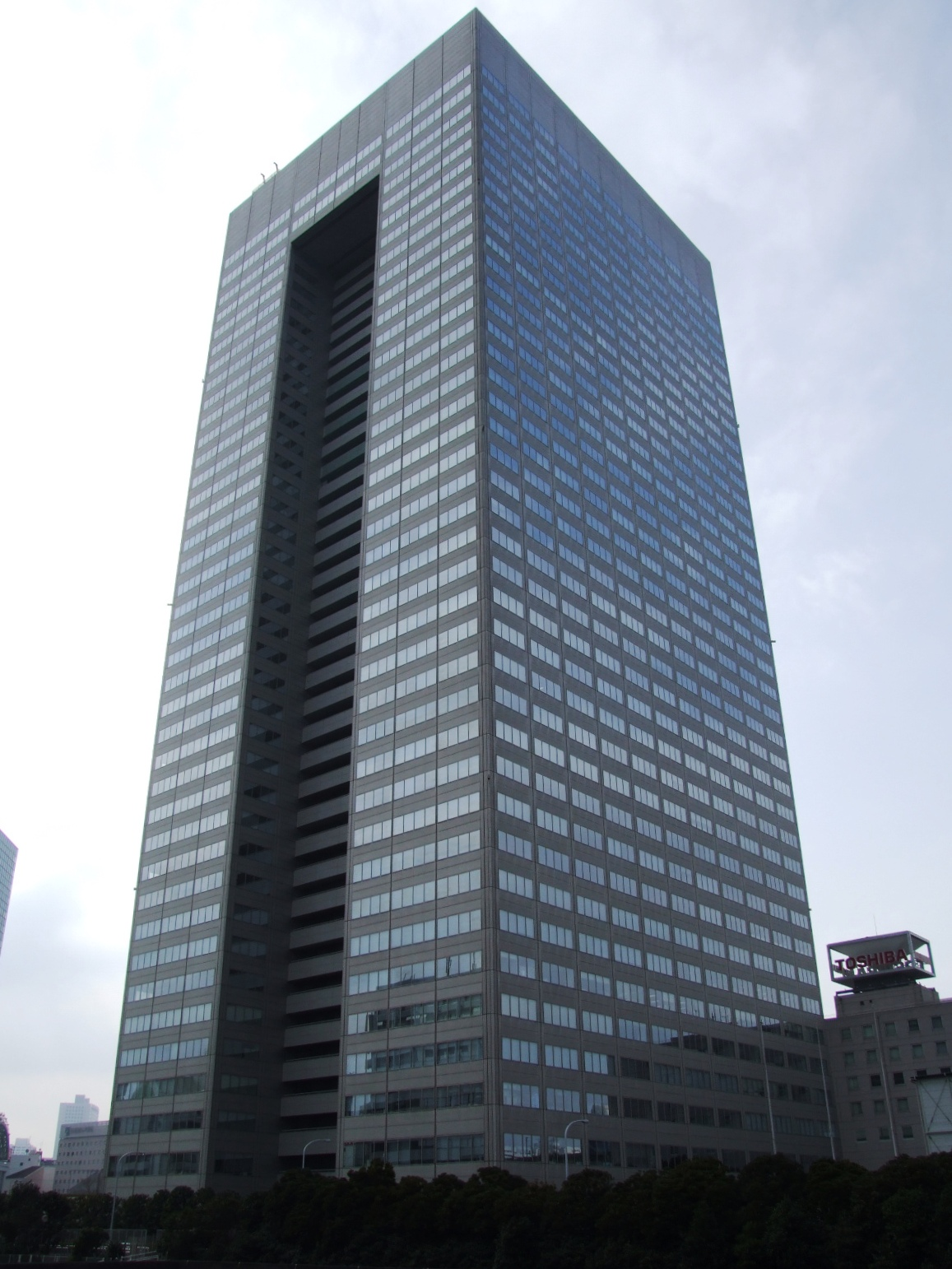
Штаб-квартира компании

Cosmo Oil является вертикально интегрированной нефтяной компанией, то есть её деятельность охватывает все процессы в нефтяной отрасли, начиная добычей, заканчивая розничными продажами нефтепродуктов.

### Добыча нефти
Как и большинство японских нефтяных компаний, Cosmo Oil не покрывает полностью свои потребности собственной добычей. Нефть в основном приобретается компанией на Ближнем Востоке. География поставок нефти для Cosmo Oil такова: ОАЭ (25,5 %), Саудовская Аравия (24,5 %), Катар (18,2 %), Иран (12,1 %), Кувейт (9,5 %), другие (10,2 %). Собственная добыча в 2020 году составляла 49 тыс. баррелей в сутки (в ОАЭ и Катаре).

### Транспортировка
Чтобы уменьшить издержки при транспортировке нефти Cosmo Oil совместно с Nippon Oil создали совместное предприятие Nippon Global Tanker Co., Ltd., осуществляющее морские танкерные перевозки нефти.

### Переработка
Общая производительность НПЗ компании на 2020 год составляла 400 тыс. баррелей в сутки.
Компания располагает 4 НПЗ в Японии:
- Итихара, Тиба — 177 тысяч баррелей в сутки.
- Йоккаити, Миэ — 86 тысяч баррелей в сутки.
- Сакаидэ, Кагава — 120 тысяч баррелей в сутки (закрыта в 2013 году).
- Сакаи, Осака — 100 тысяч баррелей в сутки.

### Внутренние перевозки
Внутренние перевозки нефтепродуктов осуществляются морскими танкерами и автомобильным транспортом. В данной сфере работает в общей сложности 20 дочерних и аффилированных компаний. Крупнейшие из них: Cosmo Kaiun Co., Ltd., Sakaide Cosmo Kosan Co., Ltd., Cosmo Delivery Service Co., Ltd.

### Розничная торговля

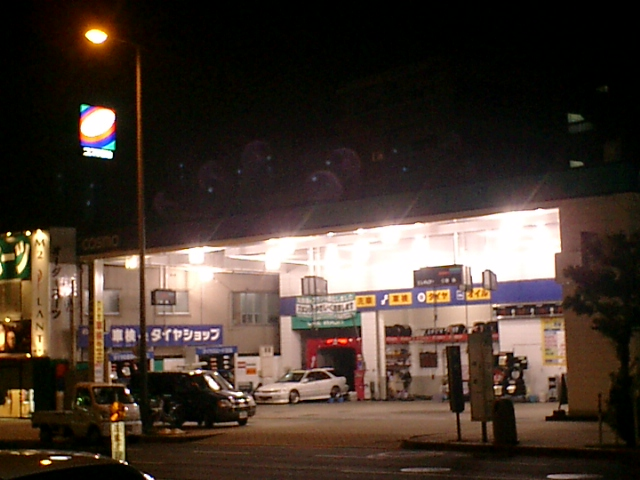
АЗС компании в Осаке

Розничная сеть компании насчитывает 2729 АЗС.

### Нефтехимия
Также компания работает в некоторых других подотраслях химической промышленности. В частности, компании совместно с Hyundai Oilbank Co., Ltd. принадлежит одно из крупнейших в мире предприятий по производству параксилола. Мощность предприятия составляет 1,36 млн тонн параксилола в год. Также производит этилен (1,29 млн тонн), бензол (735 тыс. тонн) и другие соединения.

### Возобновляемая энергетика
Компанией установлено 166 ветрогенераторов общей мощностью 261 МВт.

## Собственники
Крупнейшими акционерами компании являются:
- Infinity Alliance Limited — 20,76 %
- Japan Trustee Services Bank, Ltd. — 6,70 %
- Mizuho Corporate Bank, Ltd. — 3,69 %
- The Master Trust Bank of Japan, Ltd. — 2,37 %
- The Bank of Tokyo-Mitsubishi UFJ, Ltd. — 2,33 %
- Mitsui Sumitomo Insurance Co., Ltd. — 2,22 %
- The Kansai Electric Power Co., Inc. — 2,19 %
- Aioi Nissay Dowa Insurance Co., Ltd. — 2,19 %
- Tokio Marine & Nichido Fire Insurance Co., Ltd. — 2,04 %
- Sompo Japan Insurance Inc. — 1,86 %